# Antarcturus kamtschaticus
Antarcturus kamtschaticus är en kräftdjursart som beskrevs av Oleg Grigor'evich Kussakin 1971. Antarcturus kamtschaticus ingår i släktet Antarcturus och familjen Antarcturidae. Inga underarter finns listade i Catalogue of Life.